# Берю-Баш
Бёрю-Баш (кирг. Бөрү-Баш) — село в Ак-Суйском районе Иссык-Кульской области Кыргызстана. Административный центр Бёрю-Башского аильного округа. Код СОАТЕ — 41702 205 807 01 0.

## Население
По данным переписи 2009 года, в селе проживало 2100 человек.

## Известные уроженцы
- Абдулаев, Курманкул (1918 — ?) — комбайнёр совхоза «Сухой хребет» Иссык-Кульской области, Киргизская ССР. Герой Социалистического Труда (1957). Депутат Верховного Совета Киргизской ССР.